# Compagnie du Tramway d'Oran à Hammam Bou-Hadjar
La Compagnie du Tramway d'Oran à Hammam Bou-Hadjar era una società belga costituita il 21 aprile 1908 a Bruxelles  per costruire ed esercire una linea tranviaria extraurbana con trazione a vapore tra Orano e Hammam Bou Hadjar, in Algeria.
La società belga rilevò una precedente concessione, per una ferrovia a scartamento ridotto da 600 mm che era stata rilasciata a Léon Jouane. La dichiarazione di pubblica utilità venne stabilita per decreto del 17 marzo 1902 ratificando la convenzione del 5 dicembre 1901 tra il prefetto di Orano e il Jouane. Il 12 dicembre 1906 venne approvato ufficialmente il trasferimento della concessione. Il 20 marzo 1907 fu approvato l'aumento dello scartamento da 600 a 1055 mm. Il decreto finale fu pubblicato il 28 aprile 1909 e stabiliva l'obbligo per la società di aver un domicilio legale ad Orano.
La linea tranviaria, a scartamento ridotto 1055 mm e della lunghezza di 72 km, venne inaugurata nel 1911. Rimase in funzione fino al 1949.